# Leguan
Leguan (z niem. „Iguana”) – niemiecki most towarzyszący wykorzystujący podwozie czołgu Leopard 1, Leopard 2 i innych.
Most Leguan może być osadzany na różnych podwoziach:
- czołgowych – Leopard 1 i 2, M1 (jako M104 Wolverine), M47/M60 (jako M47E2VLP  i M60VLPD 26/70E), PT-91M (jako PMC-Leguan)
- kołowych – MAN 8x8 i Sisu ETP 10x10

W 2009 Zakłady Mechaniczne Bumar-Łabędy zamontowały 5 egzemplarzy na podwoziu PT-91M (jako PMC-Leguan) z przeznaczeniem dla Malezji. W tym samym roku 36 mostów na podwoziu Leopard 1 zamówiła Turcja. W 2014 3 szt. mostu na podwoziu Leopard 2 zamówiła Szwecja, a w 2015 Szwajcaria. W dniu 28 października 2016 roku Krauss-Maffei Wegmann i Federalny Urząd Wyposażenia, Sprzętu Informatycznego i Materiałów Bundeswehry (BAAINBw) zawarły umowę w sprawie zakupu 7 mostów towarzyszących Leguan na podwoziu czołgu podstawowego Leopard 2, z symulatorami i wyposażeniem pomocniczym. Wartość umowy to ok. 88 mln euro.